# بيدرو روميرو
بيدرو روميرو (بالإسبانية: Pedro Romero Precord)‏ (12 أبريل 1937 بالمكسيك - ) هو لاعب كرة قدم مكسيكي في مركز الوسط، شارك في كأس العالم 1962. وشارك مع منتخب المكسيك لكرة القدم. أما مع النوادي، فقد لعب مع نادي تولوكا.

## وصلات خارجية
- بيدرو روميرو على موقع الاتحاد الدولي (مؤرشف)  (الإنجليزية)
- بيدرو روميرو على موقع عالم كرة القدم.نت (الإنجليزية)